# مارک مادسن
مارک مادسن (انگلیسی: Mark Madsen؛ زادهٔ ۲۳ سپتامبر ۱۹۸۴) یک کشتی‌گیر اهل دانمارک است.

## المپیک ۲۰۱۶ ریو
مادسن در سال ۲۰۱۶ میلادی در المپیک ریو در وزن ۷۵ کیلو حاضر بود که سعید عبدولی از ایران، ویکتور نمس از صربستان و پیتر باکسی از مجارستان را شکست داد و به مرحله فینال رسید. در مرحله نهایی از رومن ولاسوف روسی شکست خورد و به مدال نقره رسید.